# پاز رود
پاز رود رودی است که از گواتمالا سرچشمه می‌گیرد و به اقیانوس آرام می‌ریزد. این رود از کشور گواتمالا می‌گذرد.